# Cratere Lowbury
Lowbury  è un cratere sulla superficie di Marte.